# Isak Lund (Politiker, 1889)
Lukas Emanuel Isak Lund (* 26. Dezember 1889 in Qaqortoq; † 1974) war ein grönländischer Katechet und Landesrat.

## Leben
Zwischen 1888 und 1889 findet sich kein Kirchenbuch aus Qaqortoq. Isak Lund lebte bei der Volkszählung 1901 bei einer Pflegemutter in Alluitsup Paa. Er heiratete am 2. Juni 1912 in Nuuk Bolette Charlotte Amalia Heilmann (1888–?), Tochter von Johannes Sivert Jonathan Heilmann (1864–?) und seiner Frau Elisabeth Kathrine Boletta Poulsen (1866–?).
Isak Lund besuchte um 1910 Grønlands Seminarium in Nuuk, wo er sich zum Katecheten ausbilden ließ. Von 1914 bis 1916 war er in Akuliaruseq angestellt, danach in Illorpaat. Von 1921 bis 1931 war er Oberkatechet in Alluitsup Paa.  Von 1923 bis 1926 war er Mitglied im südgrönländischen Landesrat. 1931 wechselte er nach Ammassivik. Von 1945 bis 1950 saß er ein weiteres Mal im Landesrat. Er starb 1974 im Alter von 84 Jahren.